# Nguyễn Thị Hương
Nguyễn Thị Hương (* 7. Januar 2001) ist eine vietnamesische Leichtathletin, die sich auf den Dreisprung spezialisiert hat.

## Sportliche Laufbahn
Erste Erfahrungen bei internationalen Wettbewerben sammelte Nguyễn Thị Hương im Jahr 2022, als sie bei den Südostasienspielen in Hanoi mit einer Weite von 13,15 m die Bronzemedaille hinter der Thailänderin Parinya Chuaimaroeng und Maria Natalia Londa aus Indonesien gewann. Im Jahr darauf gewann sie bei den Südostasienspielen in Phnom Penh mit 13,46 m erneut die Bronzemedaille hinter Chuaimaroeng und Londa und anschließend sicherte sie sich bei den Asienmeisterschaften in Bangkok mit 13,68 m die Bronzemedaille hinter der Japanerin Mariko Morimoto und Zeng Rui aus der Volksrepublik China. Im Oktober belegte sie bei den Asienspielen in Hangzhou mit 13,34 m den fünften Platz. Auch bei den Asienmeisterschaften 2025 in Gumi landete sie mit 13,59 m auf dem fünften Platz. 

## Persönliche Bestleistungen
- Dreisprung: 13,68 m (+0,3 m/s), 12. Juli 2023 in Bangkok